# Ойкаринен, Яркко
Я́ркко О́йкаринен (фин. Jarkko Oikarinen; родился 16 августа 1967, Куусамо, Финляндия) — финский учёный в сфере информационных технологий, программист, наиболее известен как создавший в 1988 году протокол IRC и программное обеспечение для его реализации.

## Биография
Родился в Куусамо в 1967 году. Окончил университет Оулу в 1992 году, во время учёбы изобрёл IRC. В 1999 году в том же университете защитил диссертацию на соискание степени доктора философии, основные научные результаты связаны с задачами медицинской визуализации. С начала 2000-х годов работает в коммерческих компаниях в сфере телекоммуникаций и информационных технологий, в частности, в период с 2005 по 2011 год был менеджером по развитию операционной систем Maemo и MeeGo в корпорации Nokia, с августа 2011 года работает шведском отделении корпорации Google.

## IRC
В 1980-е годы обмен информацией в Интернете происходил в основном посредством BBS (электронных досок объявлений), серьёзным недостатком такого взаимодействие было то, что в каждый момент времени с BBS мог работать только один человек. В 1988 году, Ойкаринен, на тот момент студент университета Оулу, написал программу Internet Relay Chat — ретранслируемый интернет-чат, которая позволила общаться группе людей в реальном времени. Протокол взаимодействия использованный в программе Ойкаринена впоследствии был стандартизован как IRC (RFC 1459) и широко использован для построения чат-сетей.
IRC быстро распространился по городам Финляндии и по странам Западной Европы. Особенную популярность программа приобрела в 1991 году после операции «Буря в пустыне» и российского «Августовского путча», когда сообщения со всего мира собирались в одном месте и в режиме реального времени транслировались в IRC.